# Meyer Shank Racing

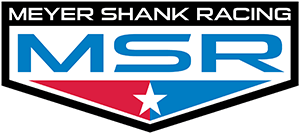
Meyer Shank Racing

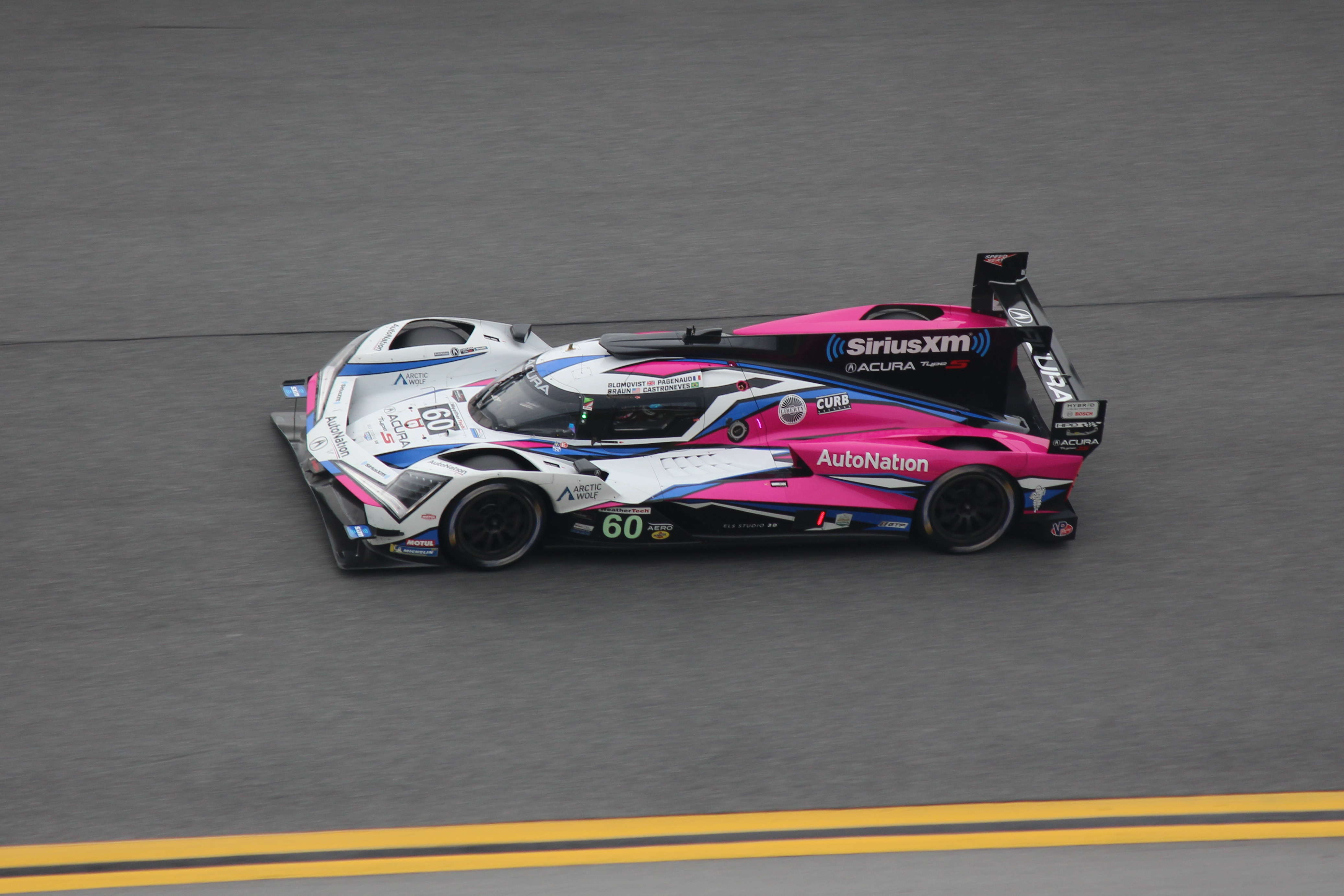
Tom Blomqvist, Colin Braun, Hélio Castroneves und Simon Pagenaud gewinnen im Acura ARX-06 das 24-Stunden-Rennen von Daytona 2023

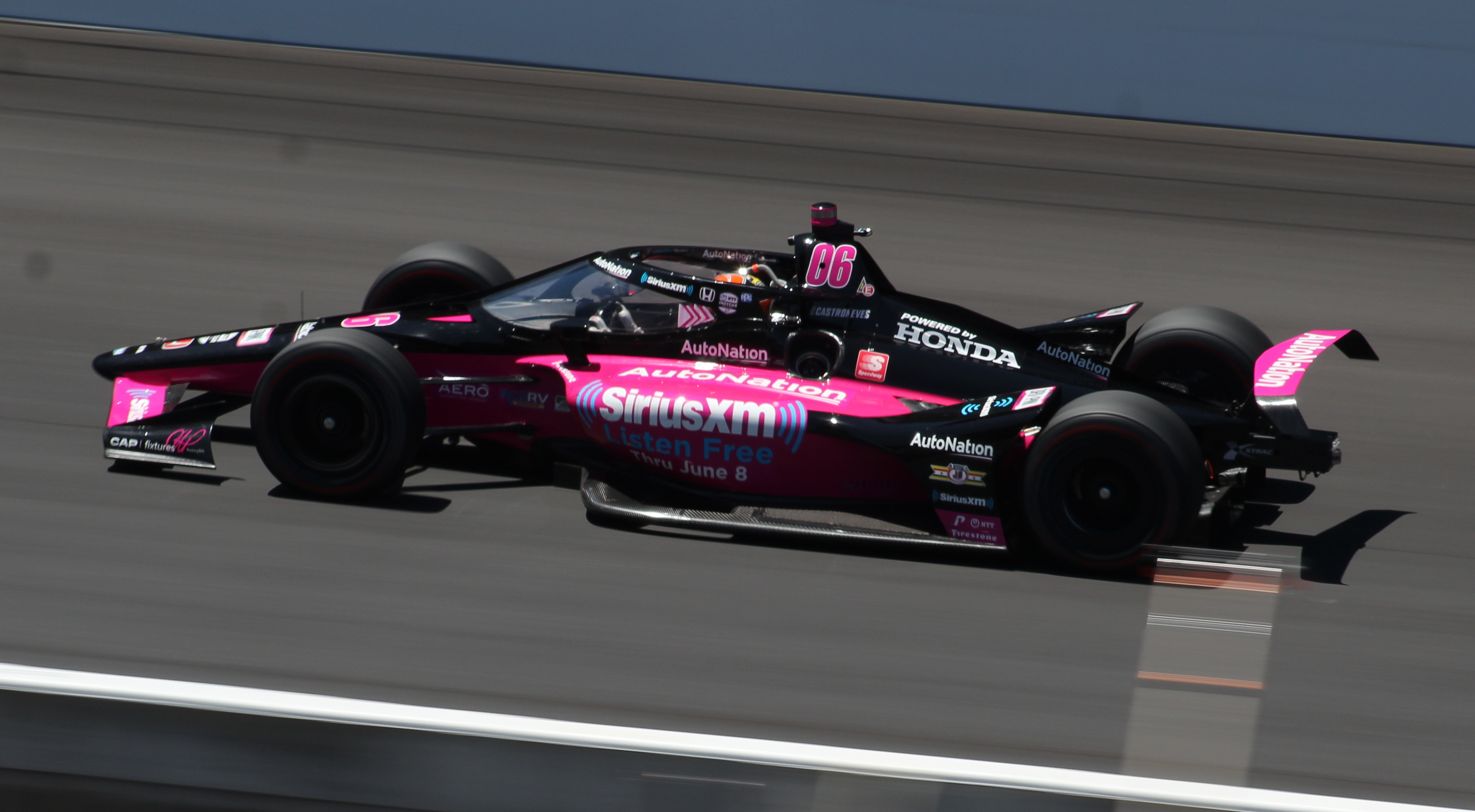
Hélio Castroneves gewinnt das Indy 500 im Jahr 2021

Meyer Shank Racing (MSR) ist ein US-amerikanisches Rennteam, das seit 2017 in der IndyCar Series antritt.

## Geschichte
Als Teamchef als auch als Fahrer begann Mike (Michael) Shank 1989 seine Aktivitäten im Motorsport. Im Jahr 1996 gewann er die Toyota Atlantic C2 Meisterschaft. Sein Team expandierte und startete in der Indy Racing League (IRL). Dort fuhr Shank selbst keine Rennen mehr und konzentrierte sich gänzlich auf die Rolle des Teamchefs. Seit 2004 startet das Team in der IMSA SportsCar Serie, wo Shank auch selbst wieder ins Cockpit stieg. Bis anhin konnten fünf Rennen gewonnen werden. Das 24-Stunden-Rennen von Daytona gewann Meyer Shank Racing 2023 zum dritten Mal. Auf die Saison 2017 hin stieg Shank in Kooperation mit Andretti Autosport in die IndyCar Series ein. Dort konnte der bisher einzige Sieg gefeiert werden. Hélio Castroneves gewann das prestigeträchtige Indianapolis 500 2021.
Im April 2017 wurde Geschäftsmann Jim Meyer (James E. Meyer) Miteigentümer, das Team erhielt den Namen Meyer Shank Racing. Meyer leitet das Unternehmen Sirius XM, das auch als Sponsor auf den Autos zu lesen ist. Der Hauptsitz des Teams liegt in Pataskala (Ohio).

## IndyCar Series Fahrzeuge
Die Autos für die Saison 2023 haben ein Dallara-DW12-Chassis und werden von einem Honda-HI23TT-V6t-Motor angetrieben. Die 750 PS (rund 550 kW) starken Boliden erreichen bis zu 240 mph, was umgerechnet etwa 385 km/h entspricht. Solch hohe Geschwindigkeiten werden aber nur bei Oval-Rennen erreicht.

## Fahrer
Die zwei Fahrzeuge für die IndyCar Serie werden 2023 vom Brasilianer Hélio Castroneves und dem Franzosen Simon Pagenaud gefahren. Für die Saison 2024 kamen die Fahrer Felix Rosenqvist aus Schweden und der Brite Tom Blomqvist ins Team. Castroneves fährt ein drittes Auto beim Indy 500 Rennen.

## IndyCar-Siege
| Nr. | Datum        | Rennen           | Fahrer            | Startplatz |
| --- | ------------ | ---------------- | ----------------- | ---------- |
| 1   | 5. Juli 2021 | Indianapolis 500 | Hélio Castroneves | 8          |